# Кларенс Браун
Кларенс Браун (енгл. Clarence Brown; Клинтон, 10. мај 1890 — Санта Моника, 17. август 1987) био је амерички филмски редитељ.